# Rythmes circadiens et troubles psychiatriques
De nombreuses études ont été réalisées afin de déterminer s’il existe un lien entre le cycle circadien et les troubles psychiatriques.
L’anxiété est l’un des troubles psychiatriques les plus communs, environ 17% de la population vivra des épisodes au courant de sa vie. De fait, l'insomnie, des cauchemars et la réduction du sommeil paradoxal sont des facteurs pouvant être associés à des dérèglements du cycle circadien chez l’individu atteint d’anxiété.
La schizophrénie est un trouble psychiatrique complexe touchant environ 1% de la population. Cette pathologie est décrite comme multifactorielle puisque c’est une combinaison entre les variations génétiques ainsi que les influences environnementales in utero et au cours de la vie de l’individu qui la déclencherait,,. De plus, une corrélation entre schizophrénie et trouble circadien existe est corroborée par certaines observations cliniques. En effet, les personnes atteintes de schizophrénie souffrent fréquemment de troubles du sommeil, notamment une diminution significative du temps total de sommeil, de l’efficacité du sommeil, d’une augmentation du temps nécessaire à l’endormissement et du temps d’éveil durant la nuit. Enfin, la présence de troubles du sommeil est positivement corrélée à la sévérité, la persistance et la fréquence d’apparition de certains symptômes de la schizophrénie tels que la psychose.

## Anxiété et perturbation du cycle circadien

### Lien entre troubles du cycle circadien et anxiété
Des études, notamment sur la souris, ont tenté de trouver un lien entre l’anxiété et la perturbation des rythmes circadiens dû à l’exposition à une lumière constante (LL). Ce lien fut exploré en analysant les concentrations de corticostérone chez des souris, à la suite de conditions expérimentales de trois semaines en lumière constante (LL) comparé à un groupe de souris vivant en condition LD. Dans cette étude les auteurs se basent sur la corticostérone car cette hormone a un rôle adaptatif dans les ajustements métaboliques et comportementaux lors d'un stress aigu (Bardgett et al., 1994). Ainsi, Fonken et al. (2009) ont prédit que le taux de corticostérone augmenterait en réponse à un environnement LL constant. Mais les résultats de cette étude révèlent un taux de corticostérone plus bas pour le groupe de souris LL comparé au groupe de souris LD.  Par conséquent, Fonken et al. (2009) n’ont pas pu établir de lien entre de l’anxiété induite par le dérèglement des rythmes circadiens. Dans une autre mesure, Jones et King (2001) arrivent aux mêmes conclusions que Fonken et al. (2009) en utilisant plusieurs tests mesurant l’anxiété (EPM, open field arena, holeboard, UEEPM) chez des rats ou le niveau d’éclairage fut modifié (conditions LL et LD). Bien que Jones et King (2001) tiennent compte de la sensibilité de ces tests à une variété de variations méthodologiques pouvant altérer les résultats, des changements majeurs de l'éclairage et de la phase circadienne n’ont eu aucun effet sur l’anxiété potentielle de ces rats. Malgré les conclusions de ces deux articles, ces méthodes ont été employées pour des recherches plus concluantes.

### Bases génétiques
Plusieurs liens entre des gènes de l’horloge biologique des souris et humains auraient été découverts. Sipilä et al. (2010) démontrent qu’il y aurait quatre gènes appartenant à la voie de signalisation reliant le rythme circadien et les comportements d’anxiété qui prédisposerait à l’anxiété chez les humains, ARNTL2, BCL2, DRD2 et PAWR. PAWR est un facteur de transcription qui interagit avec DRD2 afin de réguler la dopamine. La surexpression de BCL2 serait reliée à la diminution des comportements anxiogène. La mutation de BCL2 amènerait au contraire à l’augmentation des comportements anxieux. DRD2 serait induit à partir de la détection de lumière par la rétine. Deux SNPs de ce gène serait commun à différents types d’anxiété, les troubles d’anxiété et les phobies sociales. ARNTL2 serait un élément essentiel des horloges biologiques des mammifères. Il serait relié à l’anxiété par la voie de signalisation reliant le rythme circadien et l’anxiété par  son lien avec BCL2. Ensuite, l’étude de Roybal et al. (2007) démontre que des souris mutantes pour le gène CLOCK (gène du cycle circadien) exprimerait moins de comportement anxieux dans des tests réalisés. Le gène CLOCK aurait donc une influence sur l’anxiété. Enfin, l’étude de Keers et al. (2012) démontre que la mutation Afterhours du gène FBXL3 (qui contrôle l’oscillation de l’horloge par la dégradation de la protéine CRY) diminuerait les comportements anxieux des souris. Les mutants Afh/Afh seraient ainsi moins anxieux que les génotypes Afh/+ et sauvage (+/+).
Le lien entre certains gènes du noyau suprachiasmatique (NSC), noyau déterminant le rythme circadien des mammifères, et l'anxiété ont également été étudiées. En effet, l’ajout de PK2 (output circadien du NSC) amène à une augmentation de comportement anxieux, tandis que la diminution de PK2 amène à une diminution de ces comportements. De plus, certains médicaments anxiolytiques (diazepam, triazolam et tandospirone) diminueraient la concentration d’ARNm de PER1. Enfin, un SNP de PER3 serait également associé à l’anxiété.

## Schizophrénie et perturbation du cycle circadien

### Lien entre troubles du cycle circadien et schizophrénie
Il semblerait que la relation entre troubles du cycle circadien et schizophrénie est bilatérale, dans laquelle les patients schizophrènes exhibent des perturbations du rythme circadien, et réciproquement, celles-ci aggravent la pathologie chez des personnes susceptibles.
En effet, l’étude de Wulff et al. (2012) du cycle de sommeil/éveil, un cycle d’environ 24h régulé en partie par l’horloge circadienne du noyau suprachiasmatique (NSC) ainsi que des variations circadiennes des niveaux de mélatonine (une hormone pituitaire dont la sécrétion est rythmée par le NSC) chez des personnes au chômage saines ou schizophrènes suggère un retard de phase et/ou une absence de rythmicité dans le cycle de sommeil/éveil et des niveaux de mélatonine chez 50% des patients schizophrènes étudiés comparativement aux contrôles sains. De plus, une étude sur des souris possédant une mutation perte de fonction dans le gène Dtnbp1, un facteur de risque pour la schizophrénie, démontre que des conditions d’éclairage constantes, connues pour causer une désynchronisation des neurones du NSC, aggravent les comportements liés à la schizophrénie chez ces souris, et ce de manière persistante après un retour à un cycle lumière/obscurité normal.

### Altération du profil d’expression des gènes de l’horloge chez les personnes schizophrènes
La rythmicité et le profil d’expression de plusieurs gènes de l’horloge circadienne semblent différents chez les personnes schizophrènes. En effet, certaines études,, effectuées post-mortem ou sur des patients schizophrènes chroniques et/ou récemment diagnostiqués, suggèrent une altération du profil d’expression des gènes du bras positif de l’horloge circadienne NPAS2 et CLOCK et des gènes du bras négatif  CRY1, PER1, PER2  et PER3 de l’horloge circadienne comparativement à des contrôles sains. Notamment, ces études suggèrent une perte de rythmicité significative dans l’expression des gènes CRY1, NPAS2 et PER1. De plus, une perte de rythmicité significative de PER2 est observée par l’étude de Johansson et al (2016) alors qu’un délai de phase de 4h dans la rythmicité de l’expression de PER2 est observé par l’étude de Sun et al. (2016) chez des patients schizophrènes. Enfin, une diminution significative de l’expression des gènes de l’horloge circadienne de CLOCK, CRY1, PER2, PER3, NPAS2 et PER1 est observée chez les patients schizophrènes.
De plus, quelques études d’association pangénomiques,, suggèrent que l’allèle C du polymorphisme nucléotidique (SNP) T3111C du  gène CLOCK est retrouvé plus fréquemment chez les personnes schizophrènes par rapport aux sujets sains,. Enfin, les polymorphismes des gènes de l’horloge circadienne rs2290036-C de BMAL1 (bras positif de l'horloge circadienne) est plus fréquemment retrouvé chez les patients psychotiques et les polymorphismes rs934945-G et rs10462023-G de PER2 sont associés à une sévérité accrue des épisodes psychotiques.

## Traitement efficace contre les troubles de sommeils, la schizophrénie et l'anxiété
La sécrétion de mélatonine, hormone régulatrice du sommeil, présente des irrégularités chez les patients schizophrènes. Normalement, ses concentrations plasmiques suivent la variation circadienne contrôlée par le NSC, mais chez les patients atteints de schizophrénie les concentrations nocturnes sont anormalement basses. Conséquemment, on observe une dysrythmie de leur cycle circadien. Ces perturbations sont souvent traitées par des drogues sédatives telles que les benzodiazépines, cependant leur administration ne règle pas le problème sur le long terme. En fait, la prise de tels sédatifs empire le désordre circadien en baissant la sécrétion de mélatonine nocturne.
La prise de mélatonine exogène serait plus appropriée pour mieux soigner les perturbations associées à l’insomnie. De fait, elle aurait des propriétés anti-neuro inflammatoires ainsi qu’une activité neuroprotectrice qui aident non seulement à avoir un sommeil réparateur, mais aussi à améliorer l’humeur chez les patients atteints de schizophrénie. Il a été démontré que l’ajout de ramelteon aux traitements antipsychotiques réduit considérablement les perturbations associées au cycle circadien et au sommeil comparativement à la mélatonine. Cet agoniste synthétique aurait une meilleure affinité pour les récepteurs MT1 et MT2 du NSC que la mélatonine elle-même en plus d’avoir des effets positifs sur les patients présentant des symptômes de trouble cognitif.
Alternativement, des traitements non-pharmacologiques sont offerts tels que la thérapie comportementale cognitive (CBT-I), des recommandations sur l’hygiène du sommeil, la relaxation musculaire, la méditation et la relaxation musicale. Ces traitements complémentaires aideraient également à baisser la gravité de symptômes négatifs associés à la pathologie tels que l’alexithymie et les troubles cognitifs.
Les traitements pour l’anxiété et le sommeil se chevauchent également. En effet, les traitements cognitifs comportementaux tel que l’hygiène du sommeil et la relaxation sont efficaces dans les deux cas,. Les médications d’agoniste des récepteurs benzodiazépines seraient un traitement efficace contre les troubles psychiatriques et en particulier le trouble d’anxiété généralisé,. La prégabaline, tiagabine aurait également un effet sur les récepteurs benzodiazépines ou les neurotransmissions GABA-ergique. Cependant ils ne sont pas approuvés par la FDA,. Ensuite, les antidépresseurs tel que les inhibiteurs sélectifs de la recapture de la sérotonine(ISRS) et Les inhibiteurs de la recapture de la sérotonine-noradrénaline (IRSN).